# Thorley Walters
Thorley Swinstead Walters, född 12 maj 1913 i Teigngrace, Devon, död 6 juli 1991 i London, var en brittisk skådespelare.

## Rollista i urval
- 1959 – Man är väl diplomat
- 1961 – 4.50 från Paddington
- 1962 – Fantomen på Stora operan
- 1962 – Vilket himla liv
- 1964 – Den röde agenten
- 1965 – De' ä fult att göra miljonkupper
- 1966 – Dracula - mörkrets furste
- 1966 – Man bara dör... eller historien om det lefvande liket
- 1966 – The Avengers (TV-serie)
- 1969 – Oh, vilket makalöst krig
- 1970 – En flicka på gaffeln
- 1970 – Mannen som jagade sig själv
- 1971 – Richard och pingvinerna
- 1975 – Sherlock Holmes' smarta brorsa
- 1977 – Flykten från djävulslandet
- 1979 – Mullvaden (TV-serie)
- 1981 – Gräset sjunger
- 1984 – Den lilla trumslagarflickan
- 1986 – David Copperfield (TV-serie)
- 1988 – Tales of the Unexpected (TV-serie)